# Conchiolina
La conchiolina (nota anche come conchina o perlucina) è costituita da un insieme di proteine complesse secrete dal tessuto epiteliale esterno dei Molluschi, ovvero dal Mantello. Queste proteine, insieme ad altre macromolecole (soprattutto polisaccaridi), formano una matrice che costituisce l'ambiente in cui nucleano e crescono i cristalli di aragonite (forma metastabile del carbonato di calcio) che compongono la conchiglia dei Molluschi. Gli ioni necessari alla formazione dei cristalli sono ugualmente secreti dal mantello, ma è la conformazione dell'ambiente a livello molecolare (dovuta alla forma e alla disposizione delle macromolecole di Conchiolina) che favorisce la formazione di cristalli di aragonite in luogo di calcite. Le fibre di conchiolina forniscono inoltre un supporto flessibile per le particelle minerali in corso di aggregazione e contribuiscono a determinare la resistenza del prodotto finito, la madreperla.